# 貝瑟尼鎮區 (密蘇里州哈里森縣)
貝瑟尼鎮區（英語：Bethany Township）是位於美國密蘇里州哈里森縣的一個行政鎮區。

## 地方資料
貝瑟尼鎮區的面積為93.52平方千米，當中陸地面積為92.76平方千米，而水域面積為0.76平方千米。根據2020年美國人口普查的數據，當地共有人口3320人，而人口密度為每平方千米35.5人。